# Comic-Künstler

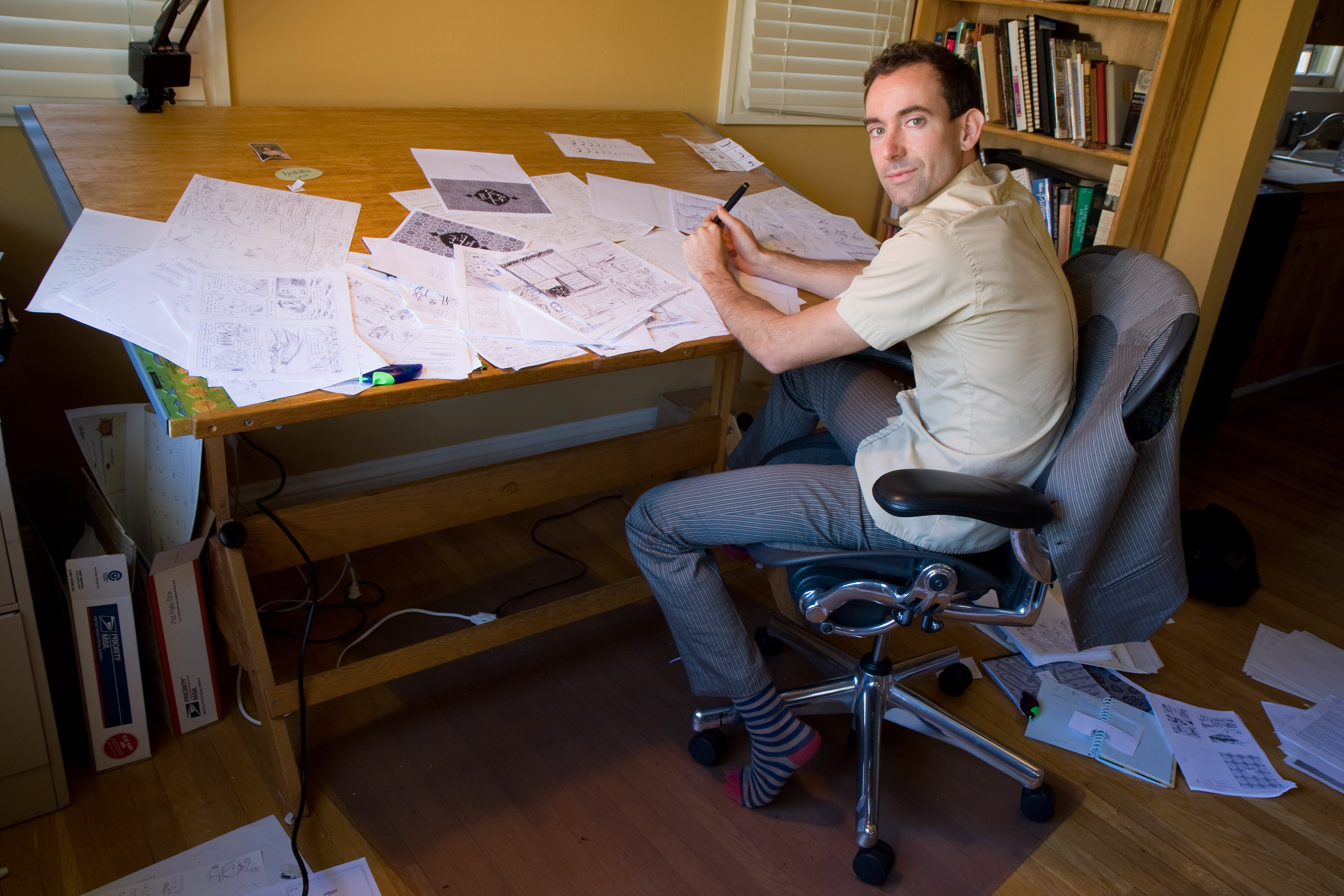
Comic-Künstler Craig Thompson („Blankets“) bei der Arbeit

Als Comic-Künstler, Comic-Autor resp. Comic-Zeichner gilt generell jede wesentlich an der Schöpfung eines Comics beteiligte Person. Im engeren Sinn wird oft nur der Szenarist resp. Texter (engl. writer) eines Comics als Autor bezeichnet, im Gegensatz zu den Comiczeichnern, aus deren Feder die gezeichneten Figuren stammen.
Auch die Comicverlage erkennen sowohl Zeichner als auch Szenaristen als Autoren an und beteiligen sie am Umsatz ihrer Werke, ähnlich wie bei Schriftstellerhonoraren.
Als Bezeichnung für Manga-Künstler hat sich auch in der deutschen Fachsprache das japanische Wort Mangaka etabliert.

## Arbeitsteilung
Vor allem in der Produktion US-amerikanischer Superhelden-Comics hat sich eine Tradition der Arbeitsteilung herausgebildet, in der die Herstellung eines Comics auf verschiedene Personen mit festgelegten Rollen verteilt ist. So gibt es neben dem Szenaristen (writer) die künstlerischen Tätigkeiten des Vorzeichners (penciller), Tuschers (inker), Koloristen und Letterers. Von diesen artists würde man höchstens den penciller zusammen mit dem writer als Autoren bezeichnen. So werden im Zusammenhang mit US-Comic-Titeln im allgemeinen Sprachgebrauch oft nur die Namen des writers und pencillers genannt (bisweilen nur der des writers). Der englische Sammelbegriff für alle am Comic beteiligten Personen ist creator.